# Verneuilov postupak
Verneuil postupak je prvi industrijski postupak izrade sintetskog dragog kamenja. Postupak je publiciran 1902. godine a osmislio ga je francuski kemičar Auguste Verneuil (1856. – 1913.). Danas se postupak koristi za izradu safirnog stakla, a izvorno je osmišljen za proizvodnju sintetskih rubina. Nakon Verneuilove smrti 1913. vodeći prizvođač sintetskog korunda ovim postupkom postao je Armenac Hrand Djevahirdjian (1880 - 1947) te je pogone preselio u Švicarsku, u Monthey. Osim korunda on je istim postupkom proizvodio i sintetske spinele. Tvrtka postoji i danas.

## Postupak
Naprava za doziranje sadrži prah visoke čistoće koji se na podlogu nataljuje pomoću plamena dobivenog spaljivanjem smjese vodika i kisika te se na kristalnu jezgru nataljuje sloj po sloj. Takozvana kristalna kruška raste oko 5-20 mm na sat,a koja se tijekom rada postupno spušta kako bi bila stalno u idealnoj zoni cjevaste peći. U industrijskim pogonima obično je veći broj ovakovih peći (i po više od 1000). Kruškasti kristali obično dosižu dimenzije od približno 20 to 50 mm .